# ロバート・マーサー・タリアフェロー・ハンター
ロバート・マーサー・トリヴァー・ハンター（Robert Mercer Taliaferro Hunter [ˈtɒlɪvər], 1809年4月21日 - 1887年7月18日）は、アメリカ合衆国およびアメリカ連合国の政治家。バージニア州上院議員、バージニア州下院議員、合衆国上院議員、合衆国下院議員を歴任し、南北戦争期には連合国上院議員および第2代連合国国務長官を務めた。

## 青年期
1809年、ハンターはバージニア州エセックス郡マウント・プレザントで生まれた。ハンターは自宅において家庭教師の下で学んだ後、1828年にバージニア大学を首席で卒業した。その後ウィンチェスター法学大学院で法律を学んだハンターは1830年に弁護士の認可を受け、弁護士業を開業した。

## 議会議員時代
ハンターは1835年から1837年までホイッグ党の党員としてバージニア州下院議員を務め、その後1837年から1843年まで、また1845年から1847年まで合衆国下院議員を務めた。1839年から1841年までは合衆国下院議長も務めた。1847年から1861年までは民主党の党員として合衆国上院議員を務め、1850年から1861年までは上院財政委員会の委員長も務めた。
合衆国議会においてハンターは硬貨のサイズを縮小し、使用する銀の量を削減した。また1857年の関税法の起草や保税倉庫システムの提案を行い、公務員制度改革を先導した。1853年にはミラード・フィルモア大統領から国務長官就任の要請を受けたが、ハンターはそれを辞退した。

## 南北戦争
1860年、ハンターはサウスカロライナ州チャールストンで開催された全国民主党大会において、バージニア州の代表団から大統領候補として指名された。だが最終的にはイリノイ州選出の上院議員スティーブン・ダグラスの前に敗退した。ハンターは1860年の大統領選挙において共和党のエイブラハム・リンカーンが選出されると、バージニア州は連邦離脱へ向けて動き出したが、ハンターは連邦離脱に十分な大義を見出すことができなかった。1861年1月11日、ハンターは南北間の溝を埋めるための巧妙な策略を企図したが、それはおおよそ実現不可能なものであった。ハンターは南北の政治家にさまざまな妥協案を提示したがそれらは功を奏せず、最終的にハンターは連邦離脱とアメリカ連合国への参加に賛成した。
1861年、ハンターはアメリカ連合国臨時議会にバージニア州代表として参加し、1861年から1862年まで連合国国務長官を務めた。また1862年から1865年までは連合国上院議員を務めた。上院議員としてのハンターはジェファーソン・デイヴィス大統領の辛辣な批評家として立ち振る舞った。1865年2月、ハンターは南北戦争を終結させるためにハンプトンローズ会議の主催委員の1人を務めたが、南北の合意は得られずに破談となった。
1865年4月3日、首都リッチモンドが陥落すると、ハンターは他の閣僚とともにリッチモンドを脱出し、南方に逃走した。その後ハンターはジョージア州サバンナ近郊のプラスキ砦において、ジョン・キャンベル、ジョージ・トレンホルム、ジェイムズ・セドンらとともに拘束された。
1865年4月9日、連合国陸軍総司令官ロバート・リーの身柄が拘束されると、ハンターはリンカーン大統領によりバージニア州リッチモンドに呼び出され、バージニアの連邦復帰に関する協議に参加した。そしてハンターは連邦復帰のために1867年から1868年までバージニア州憲法制定会議の代表を務め、連邦復帰のための州憲法改正に奔走した。

## 晩年
ハンターは1874年から1880年までバージニア州財務官を務め、1885年からは同州タパハノックの港で関税長を務めた。そして1887年、ハンターはバージニア州ロイド近郊で死去した。ハンターの遺体は同州エセックス郡の個人墓地に埋葬された。

## 栄誉
1942年、アメリカ海軍においてハンターの名を付したリバティ船SS Robert M. T. Hunterが進水した。
またアメリカ連合国の10ドル紙幣に、ハンターの肖像画が使用された。

## 家族
- 父親: ジェイムズ・ハンター (James Hunter, 1774-1826)
- 母親: マリア・ガーネット (Maria Garnett, 1777-1811)

- 妻: メアリー・イヴェリナ・ダンドリッジ (Mary Evelina Dandridge, 1817-1893)
  - 結婚: 1836年4月21日、ウェストバージニア州ジェファーソン郡にて

- 子供
  - ロバート・マーサー・タリアフェロー・ハンター (Robert Mercer Taliaferro Hunter, 1839-1861)
  - ジェイムズ・ダンドリッジ・ハンター (James Dandridge Hunter, 1841-????)
  - マーサ・タリアフェロー・ハンター (Martha Taliaferro Hunter, 1844-1909)
  - サラ・スティーヴナ・ハンター (Sarah Stephena Hunter, 1846-1865)
  - フィリップ・スティーヴン・ハンター (Philip Stephen Hunter, 1848-1865)
  - マスコー・ラッセル・ガーネット・ハンター (Muscoe Russell Garnett Hunter, 1850-1865)
  - アニー・ブキャナン・ハンター (Annie Buchanan Hunter, 1852-????)
  - メアリー・イヴェリナ・ハンター (Mary Evelina Hunter, 1854-1881)